# 2台のピアノのための小協奏曲
2台のピアノのための小協奏曲 イ短調 作品94は、ドミートリイ・ショスタコーヴィチが作曲した2台ピアノのための作品。「2台のピアノのためのコンチェルティーノ」とも呼ばれる。同じジャンルの作品として、2台のピアノのための組曲作品6も存在する。

## 概要
1950年代に入ると、ショスタコーヴィチの手は衰弱し、彼のピアニストとしての技量に陰りが見え始めた。そこでショスタコーヴィチは自らの創造的な才能とエネルギーの一部を息子のマクシム・ショスタコーヴィチの音楽的な才能を伸ばすために傾けることとなった。
この小協奏曲（コンチェルティーノ）は、交響曲第10番と前後して、1953年に作曲された。ピアノ協奏曲第2番と同じく、当時モスクワ音楽院でピアノを学んでいた息子のために書かれた作品である。ショスタコーヴィチは息子を溺愛していたことは有名であるが、この曲にはそうした家庭的な側面が反映していると思われる。いかにも大家の余興といった雰囲気で、構成の中にリラックスとした穏やかな感情が流れている。他の作品を比較すればいかにも軽いが、気の効いた小品として相応の価値を持っている。交響曲第10番以降、第11番までの作品群は、いずれも同じ雰囲気を持っていることが窺える。
この作品は演奏されることが少ないが、近年になってピアノとオーケストラのための編曲が行なわれた。

## 構成
単一楽章の構成で演奏時間は約10分。
- アダージョ－アレグレット－
- アダージョ－アレグロ－
- アダージョ－アレグレット

ゆっくりとしたアダージョの序奏から始まり、この序奏はそれに続く感情のほとばしるようなソナタ形式のアレグロの流れを中断するように2度再び登場する。ここには1954年の「祝典序曲」や他の大衆受けする当時の作品にあるような明白な人民主義的様式が見てとれる。また2台のピアノという媒体を最大限に生かしているだけでなく、シンプルでありながら、他に類を見せない旋律的な発想があり、作品を特別なものとしている。

## 録音
録音されることは非常に少ないが、作曲者本人とマクシムによる録音が存在する。また近年ではマルタ・アルゲリッチとリーリャ・ジルベルシュテインによる録音が発売された。